# Art sonor
L'art sonor comprèn un grup divers de pràctiques artístiques que tenen com a principal objectiu la investigació sobre diferents nocions del so i de la percepció. Atesa la diversitat de l'art sonor, hi ha sovint un debat sobre si l'art sonor cau dins o fora tant de l'art visual com de la música experimental. L'art sonor també està relacionat amb l'art conceptual, el minimalisme, la instal·lació artística, la música electroacústica, l'spoken word i el teatre experimental.

## Característiques

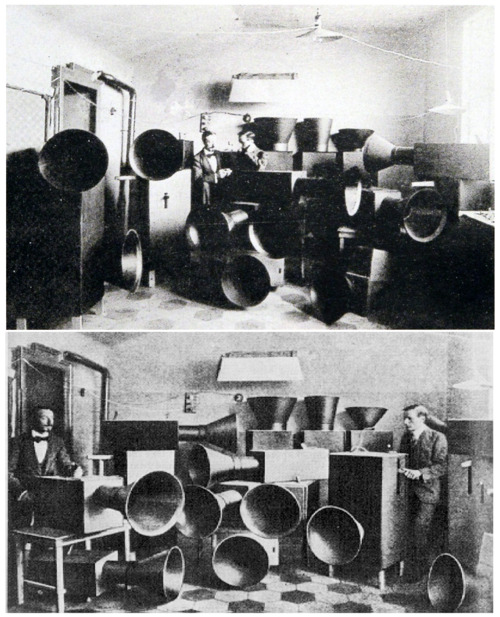
Russolo, Piatti i els intonarumori

Des del punt de vista de la tradició occidental, els primers exemples d'aquest art inclouen Luigi Russolo i la seva família d'instruments musicals intonarumori', i els experiments que a continuació va realitzar el dadaisme, el surrealisme i el situacionisme.
Com molts gèneres d'art contemporani, l'art sonor és interdisciplinari i sovint pren formes híbrides. L'art sonor s'ocupa principalment d'aspectes com l'acústica, la psicoacústica, l'electrònica, el noise, els mitjans d'àudio i la tecnologia (tant analògica com digital), el so trobat o ambient, l'exploració del cos humà, l'escultura, la pel·lícula o el vídeo i un ventall de temes creixent. John Cage és un dels representants més importants dins de l'àmbit d'art sonor i un dels referents primordials d'aquesta avantguarda.